# 聖喬治修道院
聖喬治修道院（義大利語：San Giorgio Monastery）是位於義大利威尼斯大聖喬治島的一座修道院，鄰近聖喬治馬焦雷教堂。修道院創建於982年。在歷史上修道院是歐洲重要的神學、文化和藝術中心之一。梅第奇家族在被從佛羅倫薩流放時也曾在這裡避難。

## 外部連結

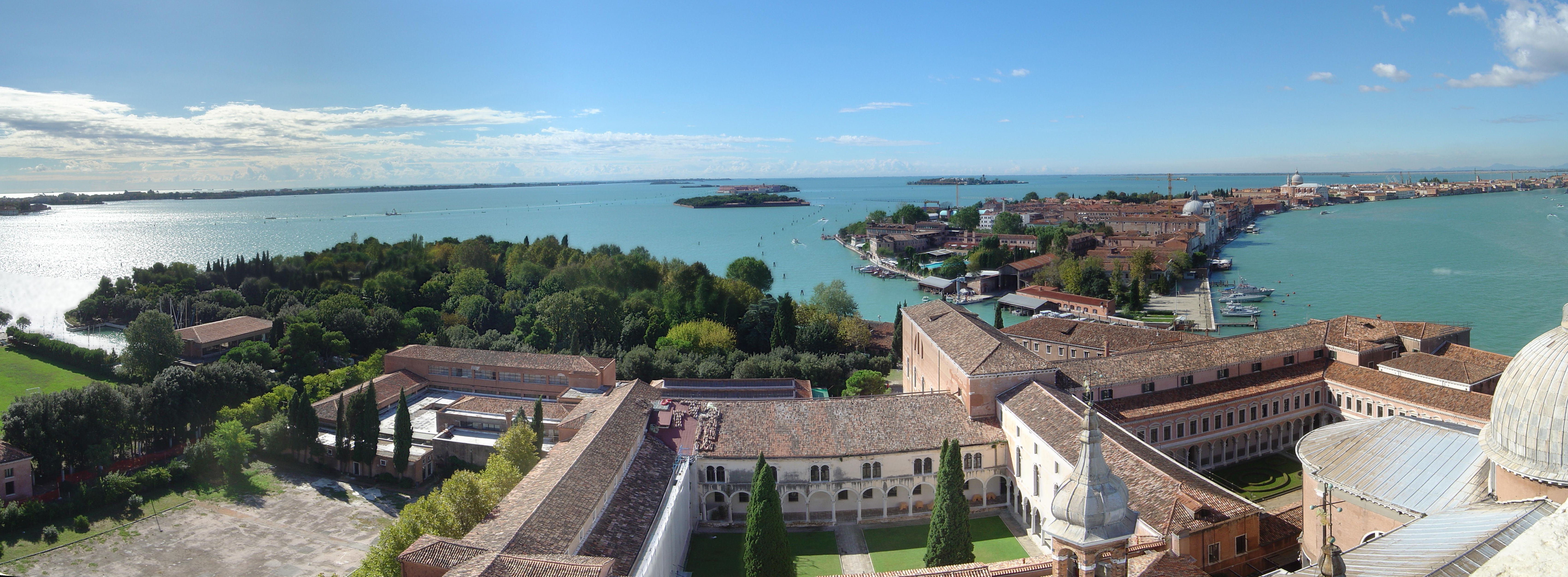
聖喬治修道院

- Fotosearch Pictures of San Giorgio Monastery （页面存档备份，存于）
- Satellite image from Google Maps
- Pictures of San Giorgio Maggiore （页面存档备份，存于）